# Hadsel
Hadsel è un comune norvegese della contea di Nordland, fa parte della regione madre Vesterålen. 
Il centro amministrativo del comune e capoluogo della contea è la città di Stokmarknes (3 336 abitanti - 2017). Il comune fu istituito nel 1837 ma raggiunse le dimensioni attuali nel 1936 quando parte del territorio venne scorporato e aggiunto al comune di Sortland.
Confina a nord e nord-est con il comune di Sortland, ad est e sud-est con il comune di Lødingen e a sud con il comune di Vågan.

## Geografia
Il territorio del comune comprende l'intera isola di Hadseløya (102 km²), l'estremo meridionale dell'isola di Langøya (98 km²), la parte nord-orientale dell'isola di Austvågøya (203 km²) e la parte sudoccidentale dell'isola di Hinnøya (150 km²) oltre a circa 300 isolotti minori e scogli.
Gran parte della popolazione vive sull'isola di Hadseløya dove si trovano i due centri abitati principali, Stokmarknes e Melbu (2 243 abitanti - 2017).
Nel comune è presente il piccolo villaggio di Fiskebøl.

## Stemma
Il simbolo fu ufficializzato l'11 marzo 1976. Rappresenta 4 anelli d'oro raffiguranti le quattro isole che compongono il comune: Hadseløya, Hinnøya, Langøya, e Austvågøy.